# Gesetz über die Wahl des Bundespräsidenten durch die Bundesversammlung
Das Gesetz über die Wahl des Bundespräsidenten durch die Bundesversammlung (BPräsWahlG) regelt als Ausführungsgesetz zu Art. 54 Grundgesetz (GG) die Einzelheiten der Wahl des deutschen Staatsoberhaupts, die in Abkehr von der Volkswahl des Reichspräsidenten nach Art. 41 Abs. 1 Weimarer Reichsverfassung einem eigens und nur dafür einzuberufenden Gremium, der Bundesversammlung, zugewiesen ist. Das Gesetz wurde im Bundesgesetzblatt vom 29. April 1959 veröffentlicht und trat am folgenden Tag in Kraft.

## Artikel 54 GG
Art. 54 des Grundgesetzes für die Bundesrepublik Deutschland lautet:
(2) Das Amt des Bundespräsidenten dauert fünf Jahre. Anschließende Wiederwahl ist nur einmal zulässig.
(3) Die Bundesversammlung besteht aus den Mitgliedern des Bundestages und einer gleichen Anzahl von Mitgliedern, die von den Volksvertretungen der Bundesländer nach den Grundsätzen der Verhältniswahl gewählt werden.
(4) Die Bundesversammlung tritt spätestens dreißig Tage vor Ablauf der Amtszeit des Bundespräsidenten, bei vorzeitiger Beendigung spätestens dreißig Tage nach diesem Zeitpunkt zusammen. Sie wird von dem Präsidenten des Bundestages einberufen.
(5) Nach Ablauf der Wahlperiode beginnt die Frist des Absatzes 4 Satz 1 mit dem ersten Zusammentritt des Bundestages.
(6) Gewählt ist, wer die Stimmen der Mehrheit der Mitglieder der Bundesversammlung erhält. Wird diese Mehrheit in zwei Wahlgängen von keinem Bewerber erreicht, so ist gewählt, wer in einem weiteren Wahlgang die meisten Stimmen auf sich vereinigt.
Zwar regelt Art. 54 Abs. 2 Satz 2, dass eine Wiederwahl nur einmal zulässig ist, theoretisch denkbar (aber bisher nie in Betracht gezogen) wären auch nicht direkt aufeinander folgende Amtszeiten in unbegrenzter Höhe, solange nie mehr als zwei Amtszeiten direkt aufeinander folgen.

## Regelungen des Gesetzes
Die Bundesregierung stellt rechtzeitig fest, wie viele Mitglieder die einzelnen Landtage zur Bundesversammlung zu wählen haben. Dabei sind die gesetzliche Mitgliederzahl des Bundestages im Zeitpunkt der Beschlussfassung der Bundesregierung und das Verhältnis der letzten amtlichen Bevölkerungszahlen der Länder zugrunde zu legen. Ausländer bleiben unberücksichtigt (§ 2 Abs. 1 BPräsWahlG). Anschließend wählen die Landtage die jeweils auf das Land entfallenden Mitglieder nach Vorschlagslisten. Jeder Abgeordnete hat eine Stimme. Die Sitze werden, wenn mehrere Vorschlagslisten vorliegen, den Listen nach der Zahl der ihnen zugefallenen Stimmen im Höchstzahlverfahren D’Hondt zugeteilt (§ 4 BPräsWahlG). Die Gewählten müssen nicht Abgeordnete sein; sie müssen aber das passive Wahlrecht zum Deutschen Bundestag besitzen (§ 3 BPräsWahlG). Sie genießen Immunität, ein Zeugnisverweigerungsrecht und Kündigungsschutz wie die Abgeordneten des Bundestages nach Art. 46, Art. 47 und Art. 48 Abs. 2 GG (§ 7 BPräsWahlG) und erhalten eine Entschädigung nach den für die Mitglieder des Bundestages geltenden Bestimmungen (§ 12 BPräsWahlG).
Die Einberufung und Leitung der Bundesversammlung obliegt dem Präsidenten des Deutschen Bundestages (§ 1, § 8 BPräsWahlG). Jedes Mitglied der Bundesversammlung kann – auch noch im zweiten oder dritten Wahlgang – Wahlvorschläge beim Präsidenten des Bundestages einreichen; die schriftliche Zustimmungserklärung des Vorgeschlagenen ist beizufügen. Der Sitzungsvorstand prüft, ob die Wahlvorschläge den gesetzlichen Voraussetzungen entsprechen. Über die Zurückweisung eines Wahlvorschlages entscheidet die Bundesversammlung. Die Wahl erfolgt geheim „mit verdeckten amtlichen Stimmzetteln. Stimmzettel, die auf andere als in den zugelassenen Wahlvorschlägen benannte Personen lauten, sind ungültig“ (§ 9 Abs. 1 bis 3 BPräsWahlG).
Der Präsident des Bundestages teilt dem Gewählten die Wahl mit und fordert ihn auf, ihm binnen zwei Tagen zu erklären, ob er die Wahl annimmt. Gibt der Gewählte innerhalb dieser Frist keine Erklärung ab, so gilt die Wahl als abgelehnt. Der Präsident des Bundestages erklärt die Bundesversammlung für beendet, nachdem der Gewählte die Wahl angenommen hat (§ 9 Abs. 4 u. 5 BPräsWahlG). Zuletzt veranlasst er die Eidesleistung des Bundespräsidenten vor den versammelten Mitgliedern des Bundestages und des Bundesrates (§ 11 BPräsWahlG, Art. 56 GG).
Bei einer anschließenden Wiederwahl unterbleibt eine nochmalige Vereidigung. Art. 56 GG schreibt sie nur für den „Amtsantritt“ vor, und ein solcher wird in der Fortsetzung der Amtsführung nach der Wiederwahl nicht gesehen.